# Baumpilz

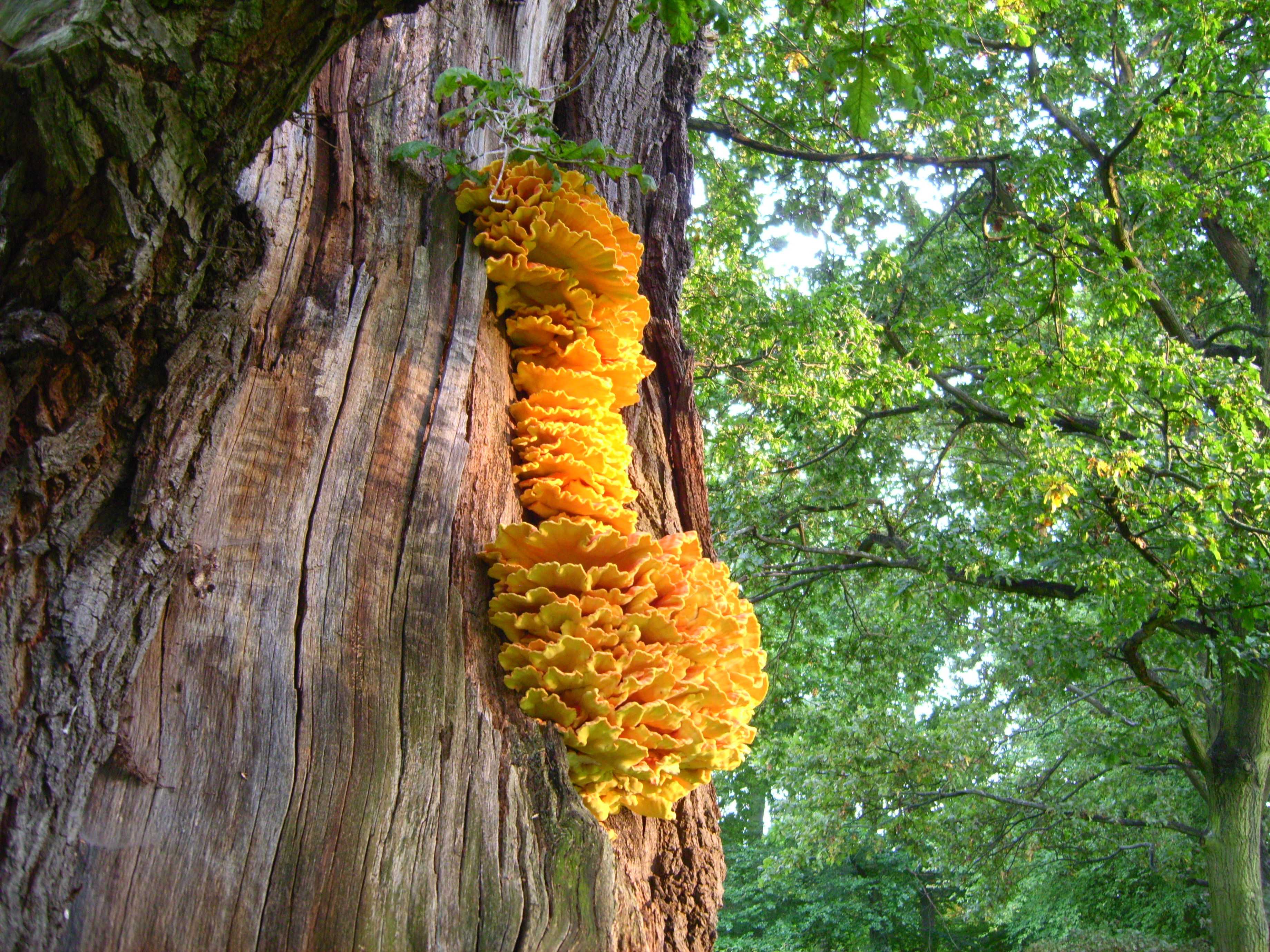
Schwefelporling an einer Eiche

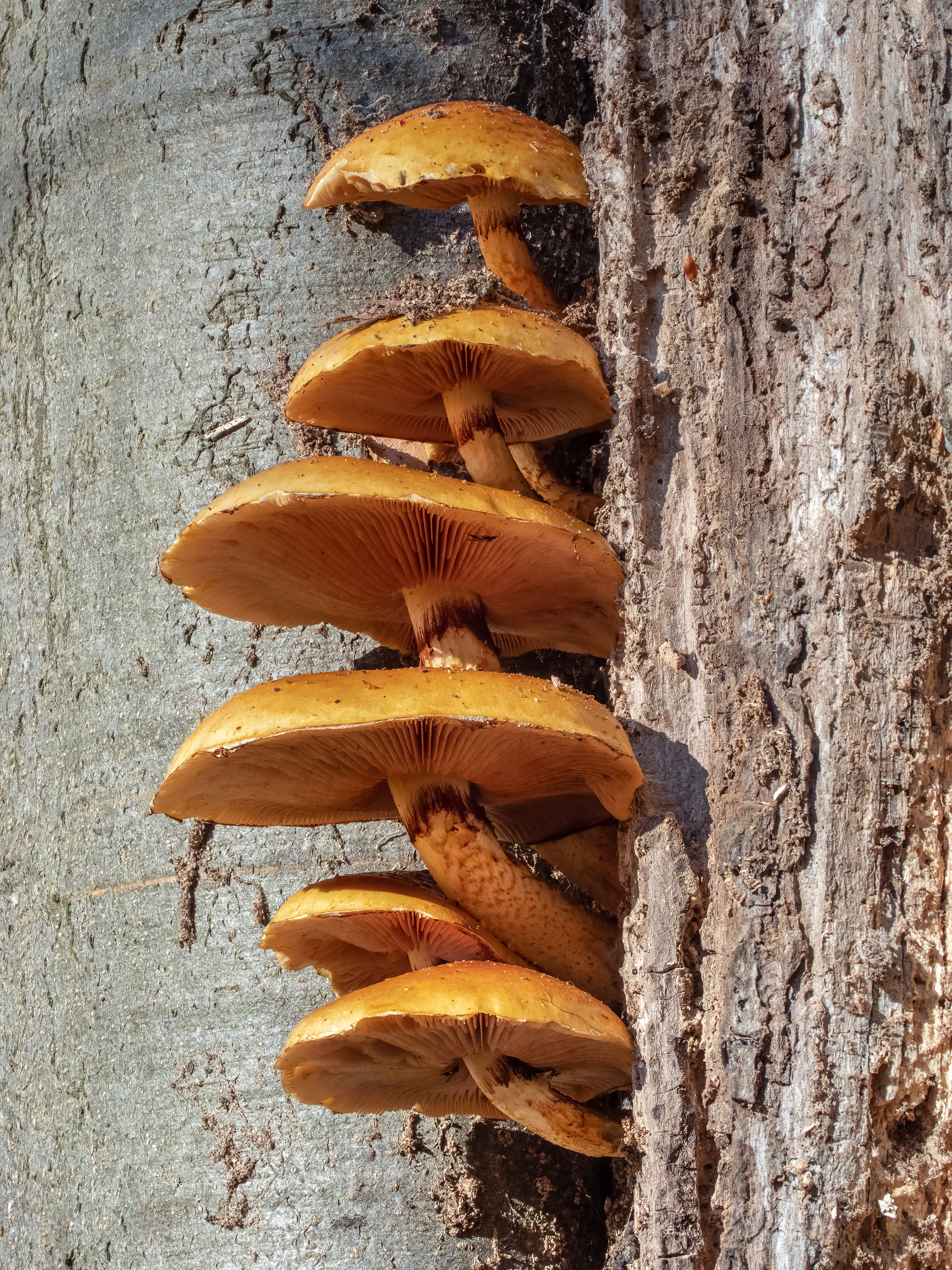
Schüpplinge

Als Baumpilze werden im weitesten Sinne alle Pilze bezeichnet, die Holz besiedeln und abbauen (Xylobionten). Diese Pilze werden wissenschaftlich als lignicole Pilze bezeichnet. Dabei handelt es sich um eine sehr große ökologische Gruppe, die Arten verschiedener Pilzgruppen einschließt. Diejenigen Baumpilze mit mehr oder weniger röhrigem Hymenophor werden als Porlinge bezeichnet.
Hallimasch-Arten, Wurzelschwamm, Brandkrustenpilz oder Lackporlinge bspw. sind parasitäre Pilze, die Totholz wie auch lebende Bäume befallen und zersetzen. Wenn Bäume gefällt werden, sollten, wenn ein Pilzbefall nachwachsender Baumgenerationen vermieden werden soll, Wurzelstöcke gerodet werden, damit sie Pilzen nicht als Nährboden dienen. Vollständige Wurzelstockrodungen können Baumstandorte so langfristig vor Pilzbefall schützen.
Im engeren Sinne spricht man dagegen von Baumpilzen nur, wenn es sich um Arten handelt, die die Stämme, Stümpfe und Äste von Bäumen besiedeln.

## Lebensweise der Baumpilze

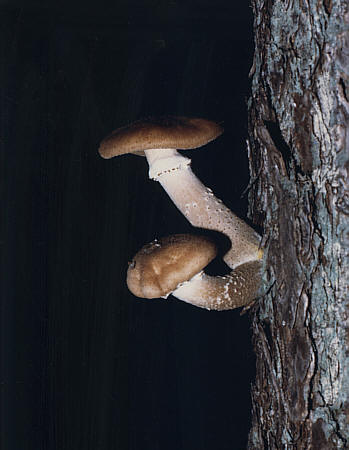
Hallimasch an einem lebenden Baum

Lignicole Pilze leben saproparasitisch sowohl in lebendem als auch in abgestorbenem Holz, gemeinhin als Totholz bezeichnet. Dabei beziehen sie ihre Nährstoffe direkt aus dem Holz, indem sie verwertbare Stoffe durch spezifische Enzyme abbauen. Dabei unterscheidet man grob Braunfäule und Weißfäule erzeugende Pilze. Die Braunfäule zersetzt alle Holzsubstanzen außer Lignin. Weißfäule baut Lignin ab, ist aber auf andere energieerzeugende Prozesse angewiesen.

### Braunfäule
Die Erstgenannten können ausschließlich Polysaccharide, unter anderem auch Zellulose, abbauen und zerstören somit die Faserstrukturen im Holz. Das befallene Holz wird brüchig (Würfelbruch) und verfärbt sich braun. Etwa 80 Prozent des Holzes kann auf diese Weise genutzt werden, der Ligninanteil bleibt unverändert. Eine weitere wichtige Veränderung ist die massive Austrocknung des Holzes. Zu diesen Braunfäulepilzen gehören beispielsweise der Birkenporling (Piptoporus betulinus), der Eichen-Wirrling (Daedalea quercina), der Schwefelporling (Laetiporus sulphureus) sowie die zumindest in Mitteleuropa geradezu äußerst häufigen Arten Rotrandiger Baumschwamm (Fomitopsis pinicola) und Zaunblättling (Gloeophyllum sepiarium).

### Weißfäule
Weißfäulepilze zersetzen neben den Polysacchariden auch den Ligninanteil des Holzes. Dabei kann die Reihenfolge des Abbaus variieren. Die häufigste Form, der auch der Holzabbau durch den Echten Zunderschwamm (Fomes fomentarius) angehört, beginnt mit einem starken Abbau des Lignins. Es resultiert eine Weißverfärbung und Zerfaserung des Holzes, die auf die zurückbleibenden Polysaccharide, primär die Zellulose, zurückzuführen ist. Durch das starke Quellvermögen der Polysaccharide nimmt das Holz Feuchtigkeit auf und trocknet nicht aus. Der Abbau des Holzes durch Weißfäulepilze kann unter optimalen Bedingungen nahezu 100 Prozent betragen.

## Aufbau der Pilze

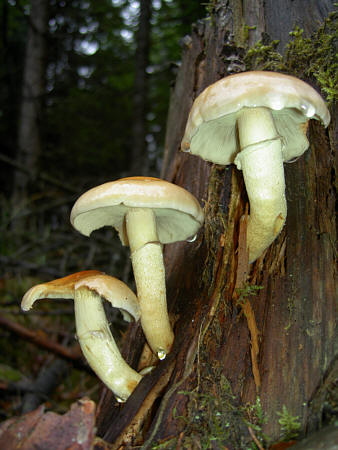
Grünblättriger Schwefelkopf an einem Baumstumpf

Besiedeltes Holz wird von einem Hyphennetzwerk durchzogen, dessen Ausläufer die eigentlichen Orte der Holzzersetzung darstellen und den Pilz mit Nährstoffen versorgen. Zur Fortpflanzung bilden die Pilze Fruchtkörper, die die eigentlichen Sporenträger im so genannten Hymenium beherbergen. Diese Fruchtkörper können in verschiedenen Formen ausgebildet sein, am prominentesten sind die Konsolen der großen Porlingsarten.
Beim Zunderschwamm (Fomes fomentarius) sitzt die Konsole mit der Rückseite direkt auf der Rinde auf und gleicht alle Unebenheiten derselben aus. Den Ansatz am Holz bildet ein Myzelkern, der gemeinhin als Zunderschicht bekannt ist. Dieser bildet jedoch keinen Stiel aus und ist äußerlich nicht abgrenzbar. Auch der Schwefelporling (Laetiporus sulphureus) bildet ungestielte Konsolen. Hierbei wachsen jedoch aus einem auf dem Holz großflächig ansetzenden Myzel mehrere Konsolen aus, die jeweils ein eigenes Hymenium besitzen. Das Myzel aller Konsolen bleibt entsprechend über ein häufig recht massives, krustenartiges Ursprungsmyzel verbunden. Ein dritter Konsolentyp wird vom Birkenporling (Piptoporus betulinus) repräsentiert. Hier bildet sich, wie beim Zunderpilz Fomes fomentarius, ebenfalls ein Myzelkern aus, aus dem die Konsole mit dem Hymenium auswächst. Dieser bleibt jedoch die einzige Ansatzstelle am Holz und bildet einen gut erkennbaren Knoten am Fruchtkörper aus. Die Konsole ist also einseitig gestielt.

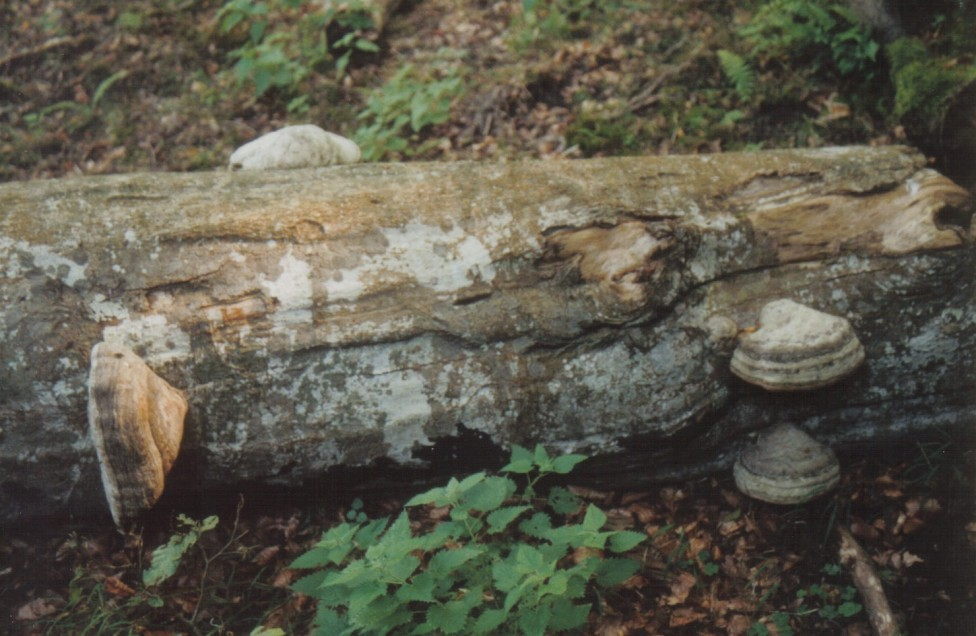
Unterschiedlich orientierte Zunderschwämme

Ein weiterer wichtiger Unterschied zwischen den Pilzen betrifft den Myzelaufbau des Fruchtkörpers. Dieser kann aufgrund unterschiedlich starker Verknüpfung der Hyphen untereinander und aufgrund der Zellwandstrukturen sehr unterschiedlich sein und bedingt vor allem die unterschiedliche Festigkeit der Myzelschichten. Den Grundtypus bilden dabei dünnwandige vegetative Hyphen ohne nennenswerte Chitinisierung der Zellwände, die mit stärker sklerotisierten Skeletthyphen sowie dickwandigen Bindehyphen verknüpft sein können. Zu den Baumpilzarten, bei denen dieses „trimitische“ Hyphengeflecht besonders dicht aufgebaut und der Fruchtkörper deshalb besonders hart ist, gehört z. B. der Zunderschwamm (Fomes fomentarius). Fehlen die Bindehyphen und die Trama besteht nur aus Skeletthyphen und vegetativen Hyphen, spricht man von einem dimitischen Geflecht, wie es beim deshalb viel weicheren Schwefelporling (Laetiporus sulphureus) gefunden wird. Die Trama besonders weicher Pilze enthält dagegen nur vegetative Hyphen und stellt entsprechend ein monomitisches Myzel dar.

## Lebenszeit der Pilze

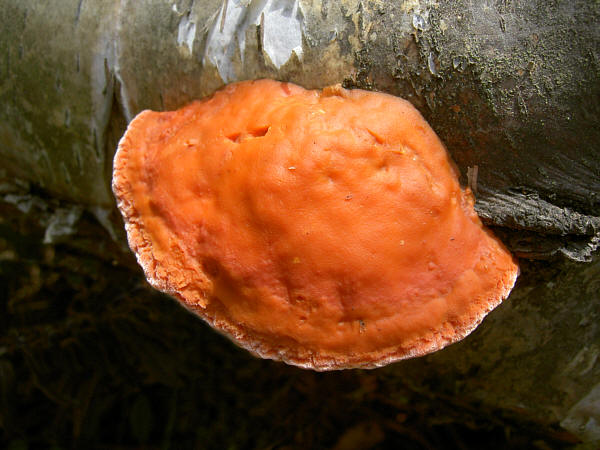
Zinnoberrote Tramete an einem Baumstamm

Eine weitere wesentliche Unterscheidung der Fruchtkörper betrifft deren „Nutzungszeit“. Diese kann wie beim Birkenporling (Piptoporus betulinus) und beim Schwefelporling (Laetiporus sulphureus) eine einzige Vegetationsperiode andauern. Man spricht hier von „einjährigen“ Fruchtkörpern – auch wenn sie oft nur weniger als ein Jahr lebendig bleiben und sporulieren. Die Fruchtkörper können, besonders bei Piptoporus betulinus, jedoch noch einige Jahre als tote Myzelmasse am Baumstamm verbleiben. Bei diesen einjährigen Arten brechen manchmal Jahr für Jahr neue Fruchtkörper aus dem befallenen Holz hervor.
Mehrjährige Fruchtkörper finden sich meist bei den besonders harten Baumpilzen, zu denen, wie schon erwähnt, der Zunderschwamm gehört. Weiter zählen zu diesen „ausdauernden“ Baumpilzen der oben bereits genannte Rotrandige Baumschwamm (irreführend auch „Fichtenporling“ genannt; er befällt aber z. B. auch lebende Apfel- und Kirschbäume) sowie viele unserer Feuerschwamm- (Phellinus-) Arten. Bei solchen Formen mit mehrjährigen Fruchtkörpern bildet sich an der Unterseite und Vorderkante der Fruchtkörper jedes Jahr eine neue Zuwachszone sowie ein komplett neues, gelegentlich aber auch durchgehend fertiles Hymenium aus. Aus diesem Grunde kann man bei diesen Fruchtkörpern häufig bereits bei äußerer Betrachtung das Alter derselben abschätzen. Jedoch können auch mehrere Wachstumsphasen innerhalb eines Jahres auftreten.